# Günther Krause
Günther Krause (ur. 13 września 1953 w Halle/Saale) – niemiecki polityk, inżynier i przedsiębiorca, działacz Unii Chrześcijańsko-Demokratycznej (CDU), parlamentarzysta, w latach 1990–1993 minister.

## Życiorys
Po odbyciu służby wojskowej studiował inżynierię lądową i informatykę w Hochschule für Architektur und Bauwesen w Weimarze. Doktoryzował się w 1984, a w 1987 uzyskał habilitację z nauk technicznych w TH Wismar. W latach 1978–1982 pracował w przedsiębiorstwie Wohnungsbaukombinat Rostock, następnie był nauczycielem akademickim w Wismarze.
W 1975 dołączył do koncesjonowanej Unii Chrześcijańsko-Demokratycznej w NRD, od 1987 kierował jej powiatowymi strukturami. Po zjednoczeniu Niemiec wraz z tym ugrupowaniem przystąpił do CDU. W latach 1990–1993 przewodniczył partii w Meklemburgii-Pomorzu Przednim. Wcześniej w 1990 w demokratycznych wyborach uzyskał mandat posła do Izby Ludowej NRD (Volkskammer), po czym został parlamentarnym sekretarzem stanu przy premierze Lotharze de Maizière. W tym samym roku został posłem do Bundestagu, w którym zasiadał do 1994. W 1990 dołączył do trzeciego rządu Helmuta Kohla jako minister do zadań specjalnych. W 1991 w jego czwartym gabinecie objął stanowisko ministra transportu, zajmując je do 1993.
Z funkcji rządowej i partyjnej ustąpił w 1993, gdy pojawiły się wobec niego zarzuty nadużywania funduszy publicznych. Günther Krause przeszedł do sektora prywatnego, założył przedsiębiorstwo działające w branży nieruchomości, które zbankrutowało. Następnie zajął się działalnością w branży doradczej. Po kilkuletnim procesie w 2007 został skazany za przestępstwa gospodarcze na karę pozbawienia wolności z warunkowym zawieszeniem jej wykonania.